# Ool
Das Dorf Ool (limburgisch Oeal) ist seit der Kommunalreform in den Niederlanden vom 1. Januar 1990 Teil von Roermond. Bis dahin hatte es stets zur Gemeinde Herten gehört. Mit ungefähr 295 Einwohnern liegt es am Ufer der Maas und an dem durch Auskiesung entstandenen Oolderplas. Rundherum ist in den letzten 20 Jahren ein riesiges Wassersportareal entstanden.

## Name
Das lange „O“ in Ool deutet auf tiefer gelegenes Gelände in der Nachbarschaft von Wasser. Es betrifft in den meisten Fällen Schwemmland. Das „l“ ist wahrscheinlich ein Überbleibsel der Endung „loo“ die auf Wald in Wassernähe hinweist. Das ist die naheliegendste Erklärung, weil Ool in einer Senke an den Ufern der Maas liegt.

## Redensart
Eine Ool betreffende Redensart bezieht sich auf die Fähre nach Ool und lautet (auf Limburgisch): „Dae is nach neet in Oeël euver“ was bedeutet, dass etwas noch nicht zu Ende gebracht wurde. Erste urkundliche Vermerke zu der Fähre stammen aus dem Jahre 1293. Sie war in Dienst bis 1952. Seit April 1992 ist sie als Fahrrad- und Fußgängerfähre im Sommer an den Wochenenden und während der Ferien wieder in Betrieb. Die Fähre verkehrt zwischen Ool und Ooldehuuske.

## Vereine
Im Ort sind mehrere Vereine aktiv, darunter: der Billardverein „De Maasbiljarters“, der Nachbarschaftsverein „Sint Johannes Nepomucenus“, der Karnevalsverein „de Waterratte“, der Angelsportverein „de Rietvoorn“, die Blaskapelle „Neet van Herte – Ool“, das Schlagzeugorchester Ool, der Schützenverein „Sint Michaël“ und der Surfclub „Drusus“.

## Wasser
Ool liegt an der Maas und seit den 1970er Jahren an der Oolderplas. Der Oolderplas entstand durch Ausbaggern von Kies und Sand, der für die Bauindustrie benötigt wurde. Die Auskiesungen wurden 1999 beendet. Ursprünglich sollte das ganze Gebiet zu einem Erholungsgebiet werden. Tatsächlich gehört jedoch heute ein Teil dem Landschaftsverband Limburg, der ein Naturschutzgebiet eingerichtet hat. In Ool, am Oolderplas, hat mehrfach das Nationaal Waterkamp (Nawaka) der Pfadfinder stattgefunden, nämlich 1989, 1992, 1997 und 2002.
Im Gegenzug zur Anziehungskraft des Wassers für Erholungssuchende und Touristen hat das Dorf mehrmals Probleme mit Hochwasser gehabt, zuletzt 1993 und 1995. 1993 stand das ganze Dorf unter Wasser, während man diesem 1995 durch den Bau eines Deiches aus Sandsäcken zuvorgekommen ist.